# Macrotyloma daltonii
Macrotyloma daltonii là một loài thực vật có hoa trong họ Đậu. Loài này được (Webb) Verdc. miêu tả khoa học đầu tiên.